# Legenda (muzyka)
Legenda – gatunek muzyczny o charakterze zazwyczaj lirycznym, powstały w XIX w.
Legenda może być utworem instrumentalnym lub wokalnym, małą formą muzyczną (np. miniaturą, często w  formie ballady) lub wielką (np. oratorium). Jest utworem programowym, opowiadającym baśń, legendę lub mit.
Znane legendy muzyczne:
- Henryk Wieniawski Legenda op. 17, na skrzypce, (1859)
- Ferenc Liszt: Legenda o św. Elżbiecie, oratorium, (1857–1862)
- Antonín Dvořák: Legendy op. 59, na orkiestrę, (1881)
- Ignacy Jan Paderewski: Legenda nr 1 As-dur op. 16, na fortepian, (1886–1888)